# نیزولدیپین
نیزولدیپین (انگلیسی: Nisoldipine) دارویی است که برای درمان آنژین صدری مزمن و فشار خون بالا استفاده می‌شود. این یک مسدودکننده کانال کلسیم از کلاس دی هیدروپیریدین است. در ایالات متحده با نام اختصاصی Sular فروخته می‌شود. که شکل مخصوص نیزولدیپین برای عروق خونی قلب است.
در سال ۱۹۷۵ ثبت اختراع شد و در سال ۱۹۹۰ برای استفاده پزشکی تایید شد.

## موارد منع مصرف
نیزولدیپین در افراد مبتلا به شوک قلبی، آنژین ناپایدار، انفارکتوس میوکارد و در دوران بارداری و شیردهی منع مصرف دارد.

## اثرات نامطلوب
عوارض جانبی رایج عبارتند از سردرد، گیجی، ضربان قلب سریع و ادم.  واکنش‌های حساسیت مفرط نادر است و شامل آنژیوادم است.

## تداخل
این ماده توسط آنزیم کبدی CYP3A4 متابولیزه می‌شود. در نتیجه، القاکننده‌های CYP3A4 مانند ریفامپین یا کاربامازپین می‌توانند اثربخشی نیولدیپین را کاهش دهند، در حالی که مهارکننده‌های CYP3A4 مانند کتوکونازول میزان نیولدیپین را در بدن بیش از ۲۰ برابر افزایش می‌دهند. آب گریپ فروت همچنین با مهار CYP3A4 غلظت نیسلدیپین را افزایش می‌دهد.

## فارماکولوژی

### مکانیسم عمل
این دارو یک مسدود کننده کانال کلسیم است که به طور انتخابی کانال‌های کلسیم نوع L را مهار می‌کند.